# Energia prądów morskich, pływów i falowania
Energia kinetyczna prądów morskich.
Moc prądów morskich jest oceniana na 7 TW (to prawie dwa razy więcej niż moc możliwa do otrzymania ze spadku wód śródlądowych). Jednak jej wykorzystanie jest bliskie zeru z powodu problemów technicznych i obawy przed zaburzeniem naturalnej równowagi. Wielu badaczy uważa, że prądy morskie mają fundamentalne znaczenie dla klimatu i uszczuplenie ich energii, choćby niewielkie, mogłoby doprowadzić do nieobliczalnych zmian klimatycznych.
Energia pływów.
Pływy są źródłem energii o mniejszym potencjale (szacuje się, że możliwe do wykorzystania jest 200 GW) niż prądy morskie, ale za to bezpieczniejszym i lepiej poznanym. Pierwsza wzmianka na temat ich wykorzystania pochodzi z 1086 r. z Dover, gdzie podobno pracował młyn napędzany energią pływów. Pierwszą elektrownię pływową zbudowali w roku 1967 Francuzi w Saint-Malo. Elektrownia ta ma moc maksymalną 550 MW i pracuje od 4 do 8 godzin dziennie, wytwarzając średnio 600 GWh energii elektrycznej rocznie. Obecnie takie elektrownie są również w Rosji i Wielkiej Brytanii, jednak żadna z nich obecnie (styczeń 2007 r.) nie pracuje na skalę przemysłową z powodu problemów technicznych oraz niebezpieczeństwa sztormów i huraganów.
Energia falowania.
Moc fal ocenia się na 3 TW, jednak wykorzystanie tej energii sprawia pewne trudności, pomimo iż opracowano wiele teoretycznych metod konwersji energii falowania na energię elektryczną. Największym problemem jest zmienność wysokości fal i wytrzymałość elektrowni. Najważniejsze sposoby konwersji energii fal na elektryczną:
- elektrownie pneumatyczne – fale wymuszają w nich ruch powietrza, które napędza turbinę
- elektrownie mechaniczne – wykorzystują siłę wyporu do poruszania się prostopadle do dna, co powoduje obracanie się wirnika połączonego z prądnicą
- elektrownie indukcyjne – wykorzystują ruch pływaków do wytwarzania energii elektrycznej poprzez zastosowanie poruszających się wraz z pływakami cewek w polu magnetycznym
- elektrownie hydrauliczne – w których przez ścianki nieruchomego zbiornika przelewają się jedynie szczyty fal, a woda wypływająca ze zbiornika napędza turbinę.